# دیوید کارستنز
دیوید کارستنز (انگلیسی: David Carstens; ۰ سپتامبر ۱۹۱۴ – ۶ اوت ۱۹۵۵) بوکسور اهل آفریقای جنوبی بود.